# Miani
Miani lub Meeanee wioska w prowincji Pendżab w Pakistanie, w dystrykcie Sargodha.